# Майдельман, Эль Давидович
Эль Давидович Майдельман (1894—1968) — советский инженер-механик, организатор танкового производства.

## Биография
Эль Давидович Майдельман родился в 1894 году в Виннице. С 1929 года жил в Ленинграде, работал инженером на Кировском заводе (до 1934 г. завод назывался «Красный Путиловец»). Когда в 1933 году завод начал серийное производство танков (в то время Т-28), Э. Д. Майдельман совместно с начальником технического отдела И. И. Орленко руководил реконструкцией соответствующего цеха, в котором ранее изготовляли паровозы:

 … предполагалось создать специальный танковый цех с возможностью производства до 150 Т-28 в год. Для этого было создано восемь специальных монтажных мест для сборки танков, заказаны за границей необходимые станки и оборудование, из тракторного цеха переведён ряд квалифицированных инженеров и мастеров …  
Во первый год войны Э. Д. Майдельман продолжал работать на Кировском заводе в блокадном Ленинграде. С июля 1942 года вместе с заводом находился в эвакуации в Челябинске, где работал в должности главного инженера опытного завода № 100 «по совершенствованию конструкций тяжёлых танков».

 … 7 января 1943 г. вышла ДОКЛАДНАЯ ЗАПИСКА ГЛАВНОГО ИНЖЕНЕРА ЗАВОДА № 100 ЗАМЕСТИТЕЛЮ НАЧАЛЬНИКА ГАБТУ КА ОБ ИСПЫТАНИИ КАТАНКЕ КВ-1с ПЛАНЕТАРНОГО МЕХАНИЗМА ПОВОРОТА № 11
В октябре и ноябре 1942 г. на заводе № 100 спроектирован и изготовлен планетарный механизм поворота конструкции инженера подполковника Благонравова А. И.
Отчёт о первой стадии испытаний, проведённых на танке КВ-1с, при сём прилагаем и просим таковой утвердить.
К настоящему моменту общий километраж пробеговых испытаний достиг 1085 км, из коих 135 км — буксировки. При этом танк с планетарным механизмом поворота буксировал один раз два танка общим весом 75 тонн без особых затруднений.
Планетарный механизм поворота является лишь новым словом в отечественном танкостроении.
Испытания показали, что планетарный механизм поворота имеет следующие преимущества перед бортовыми фрикционами:
— повысилась манёвренность танка на местности;
— увеличилась средняя скорость движения на 25-30 %;
— увеличилась проходимость;
— облегчено управление (усилие на рычагах 12-15 кг вместо 40-50 кг);
— улучшаются условия работы двигателя, коробки передач и главного фрикциона;
— увеличился срок службы тормозов;
— уменьшился расход топлива на километр.
Мы считаем необходимым рекомендовать этот механизм в серию и полезным немедленно изготовить установочную партию для испытания механизма в боевых действиях.
Планетарный механизм поворота, кроме переходных деталей, связывающих его с коробкой передач и бортовым редуктором, является унифицированным для танков КБ-1С и Т-34.
Чертежи для запуска в серию планетарного механизма танка КБ-1С с учётом замечаний на основании результатов испытаний готовы.
В настоящее время завод заканчивает разработку чертежей планетарного механизма поворота машины Т-34 для серийного производства. Приложение1: отчёт № 97, экз. № 3.
Главный инженер завода № 100 Майдельман
ЦАМО. Ф. 38. Оп. 11355. Д. 1377. Л. 56. Подлинник.
… 
В конце 1942 — начале 1943 года на базе тяжёлых танков КВ-1С в кратчайшие сроки были изготовлены самоходные гаубицы САУ-152:

 … К концу января 1943 года головной образец САУ-152 был готов к ходовым и артиллерийским испытаниям.
Ясный, морозный день. Самоходка вышла из заводских ворот и остановилась в песчаном карьере. Выстрел болванкой с дистанции 80 м. Неожиданно громкий. Машина дёрнулась, слегка присела и откатилась почти на метр. Необычно среагировал на происходящее главный инженер завода Э. М. Майдельман — он упал на снег. « Вот и первая жертва!», — пошутил кто-то из нас. … 
За работу в время войны Э. Д. Майдельман был награждён двумя орденами Красной Звезды.
После войны Э. Д. Майдельман вернулся в Ленинград, где работал на Кировском заводе и преподавал теоретическую механику в Северо-Западном заочном политехническом институте.
Умер Э. Д. Майдельман в 1968 году.
Э. Д. Майдельман был широко образованным человеком, свободно читал как специальную техническую, так и художественную литературу на английском, немецком и французском языках. По характеру Э. Д. Майдельман был редкостно деликатным и непритязательным человеком. До самой смерти он жил, окружённый книгами, вшестером в маленькой полуторокомнатной квартире с женой, дочерью, зятем и двумя внучками.

## Семья
Эль Давидович Майдельман происходил из небогатой семьи: отец его был кровельщиком, мать портнихой, шила нижнее женское бельё.
У него были два брата и сестра.
Старший брат Леон Давидович жил в Ростове-на-Дону. Туда же переехали родители. Сын Леона, Марк Лейбович после войны переехал в Ленинград, учился в кораблестроительном институте, потом работал инженером-судостроителем.
Второй брат, Владимир Давидович Майдельман (Миронов), был партийным функционером в Москве.
Сестра Роза Давидовна тоже жила в Москве.
Во время войны нацисты убили родителей Эль Давидовича. Обстоятельства их гибели неизвестны: либо их расстреляли в Змиёвской балке, либо утопили на барже.
Жена Мария Яковлевна Майдельман, девичья фамилия Купчик, дочь обеспеченных родителей: до революции её отец Яков Маркович владел угольной шахтой. Пособники нацистов убили его в Киеве.
Дочь Ирина Эльевна, в замужестве Бронштейн, инженер-физик, кандидат технических наук .
Зять — Анатолий Аркадьевич Бронштейн (1926—1976), военный врач, а после демобилизации физиолог, доктор биологических наук , исследовал обонятельные рецепторы позвоночных в Институте эволюционной физиологии и биохимии имени И. М. Сеченова АН СССР.

## Публикации
- Майдельман, Эль Давидович. Обработка металлов строганием. — Ленинград: Лениздат, 1951. — 136 с.
- Майдельман, Эль Давидович. Теоретическая механика: Принцип возможных перемещений : Письм. лекции. — Ленинград: М-во высш. и сред. спец. образования РСФСР. Сев.-зап. заоч. политехн. ин-т, 1959. — 47 с.
- Майдельман, Эль Давидович. Сложное движение твёрдого тела: Письм. лекции. — Ленинград: М-во высш. и сред. спец. образования РСФСР. Сев.-зап. заоч. политехн. ин-т, 1959. — 34 с.